# Reattore a membrana

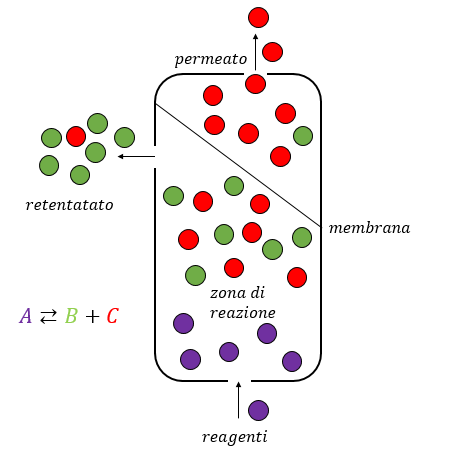
Schematizzazione di un reattore a membrana in configurazione di estrattore di prodotti

Il reattore a membrana è un dispositivo che accoppia lo svolgimento di una reazione chimica con una separazione selettiva, che avviene tramite l'utilizzo di membrane inserite all'interno del reattore.
Sebbene i reattori a membrana esistano anche nella configurazione di distributore di reagenti, il cui scopo è garantire una maggiore uniformità alla reazione, la configurazione di estrattore di prodotti, in cui la reazione è accoppiata alla rimozione di un prodotto, è la più diffusa ed interessante per applicazioni industriali.
In questa disposizione, la membrana, oltre a garantire la realizzazione di un processo più compatto e la produzione di un prodotto ad elevata purezza, incide anche sul progredire della reazione chimica permettendo di raggiungere livelli di conversione più alti rispetto a quelli permessi dall'equilibrio termodinamico. Questa caratteristica rende la tecnologia dei reattori a membrana molto attraente per reazioni endotermiche limitate dall'equilibrio, come quelle della tradizionale produzione di idrogeno.

## Benefici e criticità
La presenza di membrane selettive all'interno del reattore porta numerosi benefici: oltre a permettere la realizzazione di una struttura più compatta rispetto alla catena di processi tradizionali, portando così ad un'intensificazione dei processi, la rimozione di un prodotto di reazione consente di superare le limitazioni termodinamiche delle reazioni controllate dall'equilibrio termodinamico. In questo modo si può ottenere maggiore conversione dei reagenti, a pari temperatura, oppure la stessa conversione a temperature più basse, diminuendo il costo del processo e aumentando le possibilità di gestione del calore.
Ci sono tuttavia diversi ostacoli che ne rendono complicata la commercializzazione ad un livello industriale, legati alle difficoltà di realizzazione di membrane con una stabilità in lunghi periodi di operazione e al costo di produzione delle membrane stesse. Manca inoltre un processo operativo che apra le porte alla tecnologia, sebbene negli ultimi anni si stiano dimostrando promettenti applicazioni come la produzione di idrogeno o la deidrogenazione degli idrocarburi.

## Termodinamica
Il grado di conversione delle reazioni reversibili è spesso limitato dalla termodinamica del processo. Lo stato di equilibrio viene raggiunto quando la reazione diretta e la reazione inversa si bilanciano. Per un sistema chiuso, a temperatura e pressione fissate, questo equilibrio si traduce in un vincolo sul rapporto delle concentrazioni di prodotti e reagenti, definito da una grandezza detta costante di equilibrio. La costante di equilibrio spesso impedisce di superare certi valori di conversione.
Questo limite può essere aggirato rimuovendo uno o più prodotti di reazione man mano che questi si formano, impedendo così il raggiungimento della composizione di equilibrio. La rimozione dei prodotti, infatti, comporta un rapporto delle concentrazioni sempre inferiore a quello di equilibrio: questo fatto non permette ad una reazione chimica di bilanciarsi con la reazione inversa, permettendo così livelli di conversione più elevati (o di operare a temperature inferiori ottenendo un pari grado di conversione).

## Configurazioni

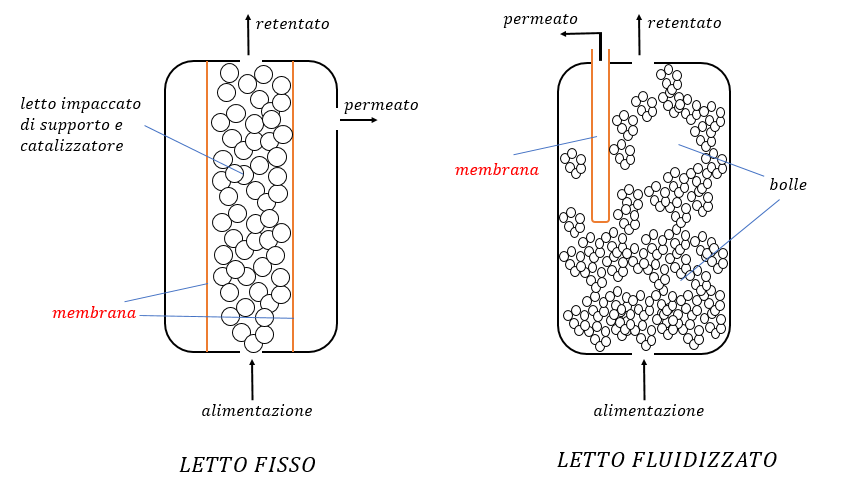
Reattori a membrana a letto fisso e fluidizzato

In generale i reattori a membrana possono essere classificati in base alla posizione della membrana e alla relativa configurazione del reattore. Solitamente è presente un catalizzatore: nel caso questo sia integrato all'interno della membrana si parla di reattore catalitico a membrana (CMR). Se il catalizzatore e il suo supporto sono impaccati all'interno del reattore, e si ha un flusso di gas attraverso, si parla di reattore a membrana a letto fisso. Se la velocità del gas e la dimensione delle particelle sono tali da permettere una fluidizzazione del letto si parla di reattore a membrana a letto fluido. Altre tipologie di reattori prendono il nome dal materiale di cui è composta la membrana, come ad esempio i reattori a membrana a zeolite.
Tra queste categorie, le più studiate negli ultimi anni, in particolare nella produzione di idrogeno, sono la configurazione a letto fisso e fluidizzato: in questi casi, il tradizionale reattore è integrato con la presenza di membrane inserite al suo interno.

## Applicazioni
I reattori a membrana vengono studiati sperimentalmente in vari tipi di applicazioni. Diverse pubblicazioni degli ultimi anni riguardano l'uso di questa tecnologia in processi quali: la produzione di idrogeno, tramite reazioni di steam reforming e water gas shift; il reforming autotermico di diversi idrocarburi; la decomposizione dell'acido solfidrico; l'ossidazione del propano; la deidrogenazione degli alcani. Ciascun processo utilizza un diverso tipo di membrana e diverse condizioni operative.

## Membrane
Una membrana è una struttura, le cui dimensioni laterali sono molto maggiori del suo spessore, che, inserita tra due fasi fluide, permette il passaggio preferenziale di almeno una specie chimica. Il trasporto di massa attraverso la membrana è regolato da una forza motrice che, generalmente dipende dalla differenza della pressione parziale o della concentrazione del componente ai due capi della membrana stessa. Tra le applicazioni delle membrane, quello della separazione gassosa ha particolare rilevanza industriale. Esso consiste nel far fluire attraverso una membrana, il componente desiderato di una miscela gassosa, che viene spinto ad attraversare la membrana dalla differenza di pressione. Il flusso gassoso così separato viene detto permeato, il flusso che non attraversa la membrana, impoverito del componente permeato, viene detto retentato.

### Prestazioni
Le prestazioni di una membrana si valutano in base a due parametri: il flusso e la selettività. Il flusso di un componente è un parametro relativo alla sua capacità di attraversare la membrana, è definito come la quantità (molare o massica) di sostanza che passa attraverso la membrana per unità di area della membrana stessa nell'unità di tempo. La selettività invece rende merito della capacità di un certo componente di permeare la membrana rispetto alle altre sostanze presenti nel fluido. Generalmente, un grande flusso corrisponde a una limitata selettività e viceversa, ma idealmente un alto valore di entrambi è desiderabile.
Il flusso di un componente per unità di forza motrice è proporzionale a un altro parametro caratteristico, detto permeabilità di quel componente; questo parametro, diviso per lo spessore della membrana, prende il nome di permeanza.

### Classificazione
Esistono diverse basi su cui vengono classificate le membrane. Le categorie generalmente utilizzate sono la natura della membrana e il meccanismo di trasporto di una sostanza attraverso di essa.
Ci sono tuttavia anche altre distinzioni, come la classificazione dal punto di vista geometrico, secondo cui le membrane si distinguono in tubolari, piatte, a spirale e a fibra cava. Per applicazioni industriali, le membrane tubolari, caratterizzate da un maggiore rapporto area superficiale su volume, sono l'opzione preferita.
Un'altra distinzione riguarda la struttura della membrana: se la membrana è supportata, cioè formata da uno strato denso sottile posato su un supporto (generalmente poroso o metallico) o meno.  Nel primo caso solo lo strato superficiale determina la permeazione, mentre quello sottostante funge semplicemente da supporto; nel secondo, l'intero spessore della membrana determina il flusso attraverso di essa.

#### Natura
Le membrane si dividono in due macro categorie: biologiche e sintetiche. Siccome le membrane biologiche sopportano temperature molto limitate (inferiori ai 100 °C) e presentano problemi in fase di rigenerazione, in ambito industriale sono prevalentemente utilizzate quelle sintetiche. Queste ultime si possono dividere a loro volta, in base alla loro temperatura operativa, in organiche (o polimeriche), che operano comunemente tra i 100 °C e i 300 °C, e inorganiche, generalmente operanti tra i 200 °C e i 800 °C. Attualmente, le applicazioni industriali più promettenti sono nel range delle alte temperature (sopra i 500 °C): per questo motivo le membrane inorganiche rappresentano la categoria più studiata per questi reattori.

#### Meccanismo di trasporto

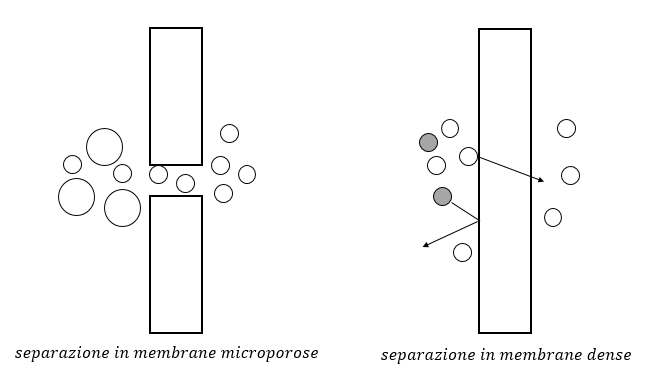
Separazione in membrane dense e porose

In base al meccanismo di trasporto le membrane vengono classificate in due grandi famiglie: se il meccanismo di trasporto è descrivibile come un flusso convettivo attraverso pori di piccoli dimensioni le membrane sono dette porose; se la sostanza che passa attraverso la membrana segue un modello di soluzione e diffusione, quest'ultima è detta densa.
Nelle membrane porose si ha quindi una separazione dovuta al fatto che alcune delle sostanze, presenti da un lato della membrana, sono filtrate dai pori, mentre altre riescono a passarci attraverso. In quelle dense invece la separazione è dovuta alle diverse solubilità delle sostanze nella membrana e alla diversa velocità di diffusione all'interno della stessa.

## Utilizzo per la produzione di idrogeno
L'idrogeno prodotto oggi viene utilizzato principalmente nell'industria chimica, come reagente per produrre ammoniaca e metanolo, e nell'industria petrolchimica, per il processo di idrocracking. Inoltre, c'è un interesse crescente verso il suo utilizzo come combustibile per le celle a combustibile che ne comporta una maggiore richiesta.
Più del 50% dell'idrogeno viene prodotto tramite la reazione di steam reforming del gas naturale, per via dei costi più contenuti e della maturità industriale di questa tecnologia. Il processo tradizionale prevedere una sezione di reforming per la conversione del gas naturale in syngas, due di water gas shift, per spingere verso una maggior presenza di idrogeno nel gas, e una sezione di pressure swing adsorption per la purificazione dell'idrogeno. Tramite la tecnologia dei reattori a membrana si cerca di integrare tutte queste sezioni in un unico reattore, con l'intento di apportare benefici dal punto di vista economico e ambientale.

### Membrane per la produzione di idrogeno
Le caratteristiche richieste dalle membrane per essere utilizzate nell'industria della produzione dell'idrogeno sono un elevato flusso, un'elevata selettività verso l'idrogeno, un basso costo e un'elevata stabilità meccanica e chimica. Tra le membrane, la tipologia delle dense inorganiche si è rivelata la più promettente, in quanto le membrane porose hanno selettività di ordini di grandezza inferiori. Tra le dense, le membrane metalliche sono le più utilizzate in quanto presentano un flusso di idrogeno maggiore rispetto a quelle ceramiche, pur avendo selettività simili.
Il materiale più utilizzato nelle membrane per la separazione dell'idrogeno è il palladio, e in particolare la lega palladio-argento. Questo metallo presenta infatti, malgrado sia più costoso di molti altri metalli, una solubilità verso l'idrogeno al suo interno molto elevata.
Il meccanismo di trasporto dell'idrogeno nelle membrane al palladio segue un meccanismo di soluzione e diffusione: la molecola di idrogeno, giunta sulla superficie della membrana, viene adsorbita e divisa in atomi di idrogeno singoli; questi poi diffondono fino all'altro lato della membrana, si ricombinano e la molecola di idrogeno risultante viene desorbita, nella zona di bassa pressione.
Negli ultimi anni sono state studiate varie migliorie strutturali e sono stati effettuati vari test per permettere un'integrazione efficace di queste membrane nei letti fluidizzati per la produzione di idrogeno.